# Karl Steinhuber
Karl Steinhuber (Linz, 1º maggio 1906 – novembre 2002) è stato un canoista austriaco.

## Palmarès
Olimpiadi
- 1 medaglia:
  - 1 argento (Berlino 1936 nel K2 10000 m)